# Костоев, Джафар Бесланович
Джафар Бесланович Костоев (род. 28 апреля 1999, Назрань, Ингушетия) — российский дзюдоист представляющий ОАЭ. Чемпион Азии 2022. Чемпион России 2018 года. Призёр турниров «Большой Шлем». Мастер спорта России по дзюдо.

## Биография
Родился 28 апреля 1999 года в г. Назрань, Республика Ингушетия. Начал заниматься дзюдо с 6 лет под руководством  Руслана Аксагова.

## Карьера в дзюдо
Джафар имеет три победы на кубках Европы среди кадетов в 2016 году, которые проходили в Твери, Берлине и Коимбре. Также он являлся победителем первенства Европы среди кадетов 2016 года в весе до 90 кг в Финляндии. В сентябре 2017 года стал третьим на международном турнире памяти Дзигоро Кано во Владивостоке. В октябре 2018 стал чемпионом страны среди взрослых спортсменов в весе до 90 кг. В июне 2022 года стал финалистом всероссийского турнира памяти В. Н. Гулидова в Красноярске. В июле 2022 года начал представлять Объединенные Арабские Эмираты. В августе 2022 года стал чемпионом Азии в весе до 100 кг. В финальном поединке он одолел Ислама Бозбаева из Казахстана. Весной 2023 года выиграл две серебряные медали на турнирах «Большого Шлема» в Париже и Астане, а также бронзовую медаль в Ташкенте.

## Спортивные достижения
- Первенство Европы среди кадетов 2016 — ;
- Чемпионат России 2018 — ;
- Турнир памяти В. Н. Гулидова 2022 — ;
- Чемпионат Азии 2022 — ;
- Летние Азиатские игры 2023  — ;
- «Большой Шлем» 2023 (Париж) — ;
- «Большой Шлем» 2023 (Ташкент) — ;
- «Большой Шлем» 2023 (Астана) — ;

## Личная информация
Костоев является ингушом по национальности.